# Dendryphantes comatus
Dendryphantes comatus är en spindelart som beskrevs av Ferdinand Karsch 1880. 
Dendryphantes comatus ingår i släktet Dendryphantes och familjen hoppspindlar. Inga underarter finns listade i Catalogue of Life.